# Catuvoleus
Catuvoleus (   - 52. pr. Kr.) je bio jedan od vođa plemena Eburona tijekom Cezarovog osvajanja Galije.
Tijekom Cezarovog pohoda Catuvoleus je bio već ostarjeli vođa svoga plemena zajedno s mladim Ambiorixom. Godine su ga bile naučile oprezu tako da je zagovarao mirovnu politiku s Rimljanima kako bi se spriječio pogubni rat. Ta njegova politika je bila suprotna zahtjevima mlađe generacije predvođene njegovim vladarskim kolegom koji ga je uspio prisiliti na rat s Rimljanima. 
Eburoni su uspjeli ostvariti veliku, ali pirovu pobjedu u bitci kod Aduatuke tijekom studenog 54. pr. Kr. nakon čega je stigla Cezarova osveta. Sljedeću godinu kako bi poštedio svoje legionare velikih žrtava Julije Cezar je pozvao sva susjedna plemena da napadnu Eburone i rade s njima što žele. Tijekom tog općeg rata znajući da njegov narod nema nikakve šanse za pobjedu Catuvoleus je izvršio samoubojstvo vješanjem. Prije nego što je umro Catuvoleus je prokleo svoga kolegu Ambiorixa što ga je nagovorio na ovaj rat bez nade u pobjedu.